# Tympanis fasciculata
Tympanis fasciculata är en svampart som beskrevs av Schwein. 1832. Tympanis fasciculata ingår i släktet tuvskålar och familjen Helotiaceae.   Inga underarter finns listade i Catalogue of Life.